# Výtopna

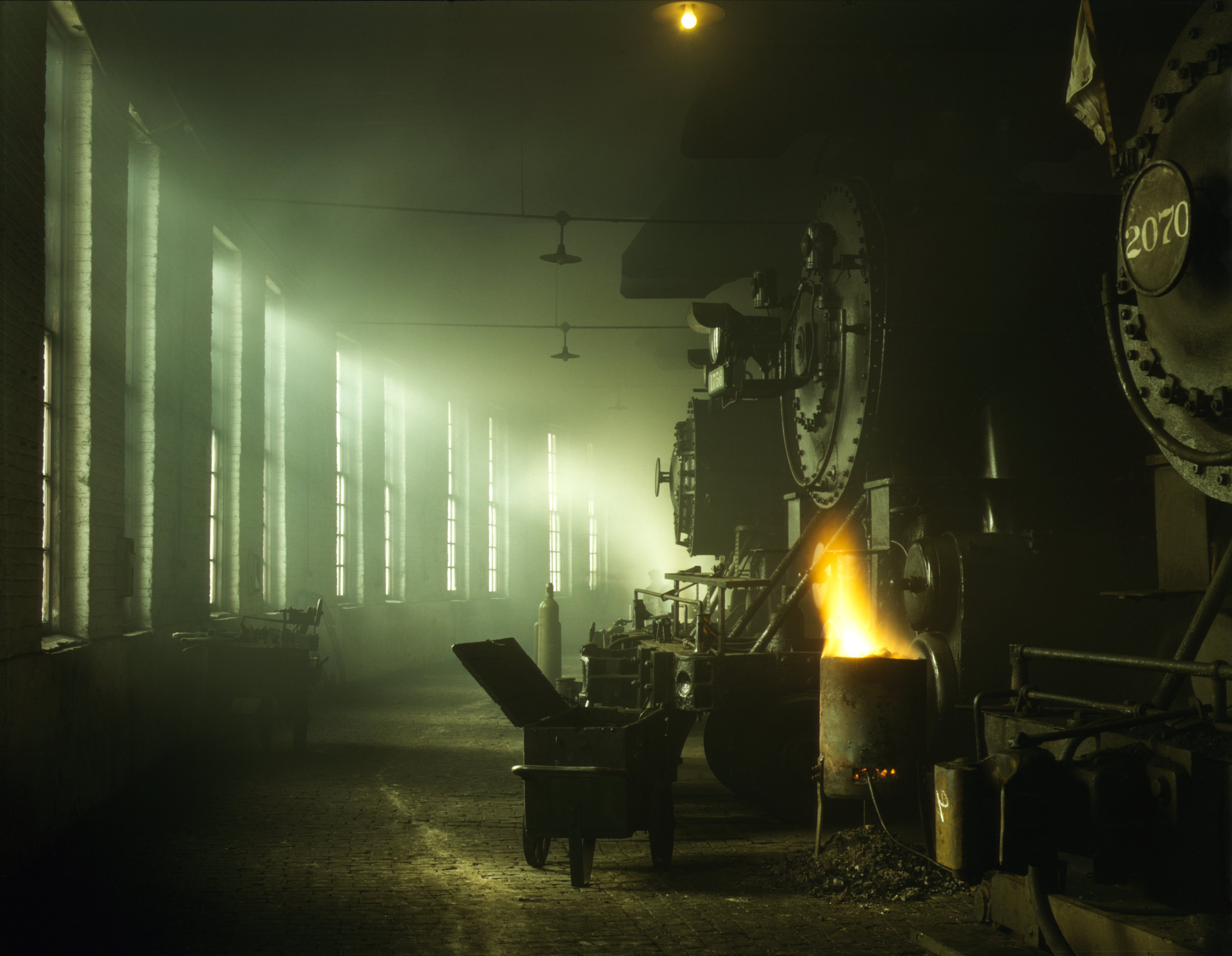
Výtopna společnosti Chicago and North Western Railway v Chicagu, 1942

Výtopna je budova sloužící k přípravě parních lokomotiv na službu.
Výtopny bývaly součástí všech větších železničních stanic. Byly v nich lokomotivy, které bylo třeba zatopit před službou, ale někdy sloužily i k delším odstávkám pod střechou.
Na stropě výtopny jsou umístěny dymníky, odvádějící kouř z lokomotiv. Před zatopením proto musí být lokomotiva komínem pod dymníkem.
Ve velkých stanicích se o lokomotivu ve výtopně staral zvlášť určený personál, který ji připravil na službu, aby lokomotivní četa mohla nastoupit až těsně před jízdou. Roztopení parní lokomotivy trvá mnoho hodin. Lokomotivy se proto obvykle nechávaly ve výtopně v horkém stavu a personál výtopny se staral o udržování provozního tlaku páry.
Některé výtopny byly později přejmenovány na lokomotivní depa.